# Garlstorf (Bleckede)

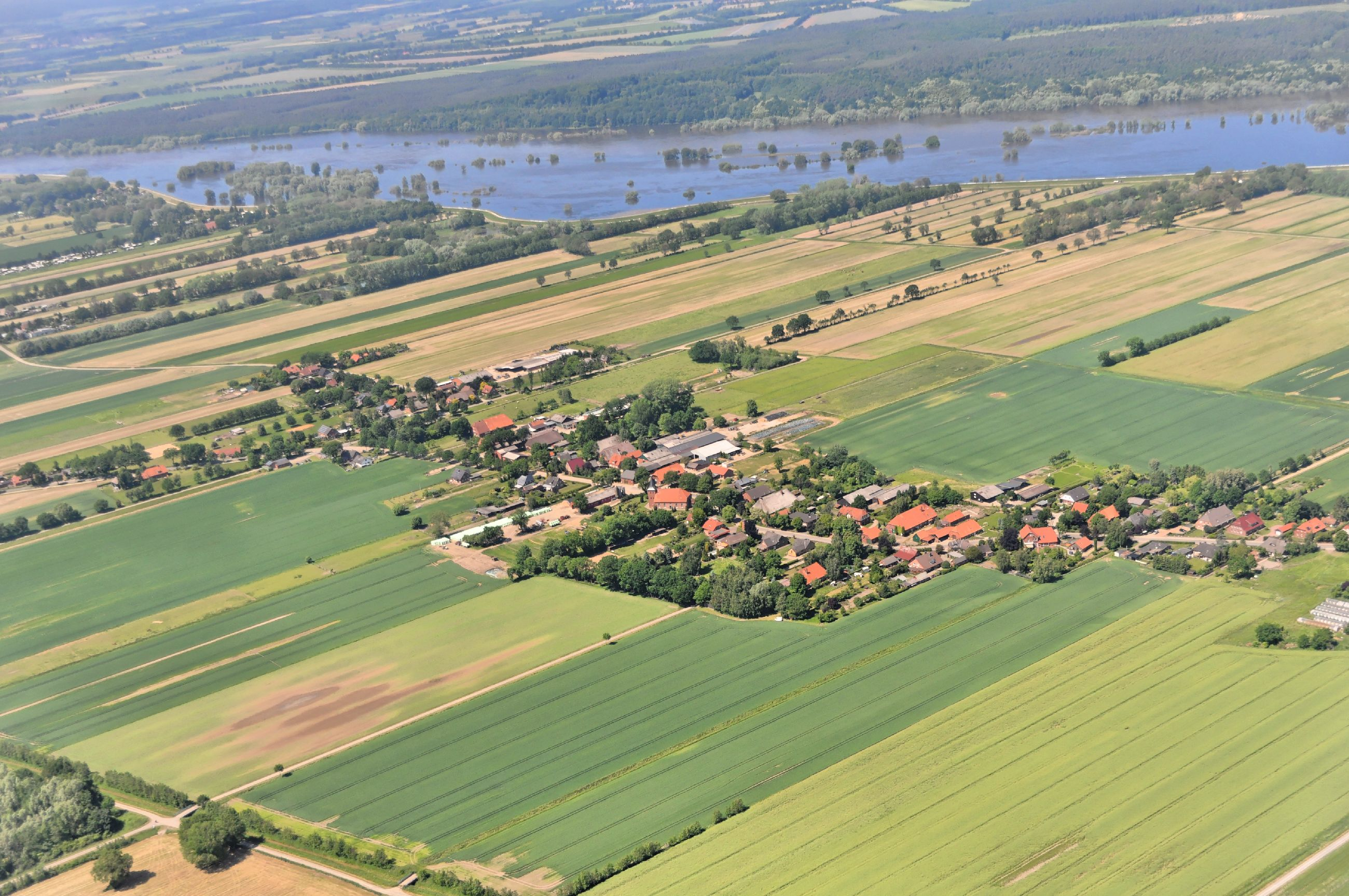
Garlstorf während des Elbhochwassers 2013

Garlstorf (niederdeutsch Garlstörp) ist ein Marschhufendorf und ein Ortsteil der Stadt Bleckede. Das Ortsteilgebiet hat eine Fläche von 500 ha.

## Geographie
Garlstorf liegt eingebettet zwischen der Elbe mit der Elbtalaue im Norden und der Bruchwetter im Süden. Die Häuser liegen eng nebeneinander entlang der Dorfstraße.

## Geschichte
Der Ort wurde 1259 erstmals erwähnt. Am 1. März 1974 wurde Garlstorf in die Stadt Bleckede eingegliedert.
Bereits 1976 wurde die Havekost, ein See mit einer Größe von über 12 ha, unter Naturschutz gestellt. Seit 1993 stehen zwei Drittel der Flächen unter Landschaftsschutz, genannt „die Marschhufen“. Im Jahre 2002 wurde der ganze Ort ins Biosphärenreservat eingegliedert.

### Einwohnerentwicklung
Bei der Volkszählung vom 13. September 1950 ergab sich, dass im Ort 437 Einwohner in 115 Haushalten lebten.
Garlstorf hat heute 265 Einwohner.

## Wirtschaft und Infrastruktur
Garlstorf verfügt heute über sechs landwirtschaftliche Betriebe, eine Gärtnerei und einen Elektrotechnikbetrieb.
In Garlstorf gibt es einen Gesangverein („Concordia“), einen Angelsportverein und die Freiwillige Feuerwehr mit ihrer Jugendfeuerwehr. In der „Heimatdiele“ von Werner Schwaberau ist viel aus vergangenen Zeiten zu bestaunen.
In den letzten Jahren hat der Reitsport an Bedeutung zugenommen. Durch den Zuchtbetrieb Soetebeer und den Reiterhof Dirk Soetebeer mit großer Reithalle sind viele Hobbyreiter in Garlstorf sesshaft geworden.

## Persönlichkeiten
- Ferdinand Eichhorn (* 1853 in Garlstorf; † 1934 in Braunschweig), Kaufmann und Unternehmer, Kaffeegroßrösterei Heimbs